# زنجيلان
زنجيلان هي بلدة ومركز مقاطعة زنجيلان،أذربيجان.في 29 أغسطس 1993 سيطرت عليها القوات الأرمينية خلال حرب ناغورني قره باغ .
منذ اندلاع الحرب الأهلية السورية اختار عدد كبير من اللاجئين الأرمن من سوريا الاستقرار في هذه البلدة، الكثير منهم مزارعون.
في سياق نزاع مرتفعات قرة باغ 2020 ، في 20 أكتوبر 2020 ، أعلن الرئيس الأذربيجاني إلهام علييف أن الجيش الأذربيجاني قد استعاد زنجيلان.

```
أصدرت 
وزارة الدفاع الأذربيجانية
 مقطع فيديو من زنجيلان وأكدت مصادر محايدة صحة هذا الفيديو.
[
8
]
[
9
]
[
10
]
```